# 2015年中國大獎賽
2015年中國大獎賽（英語：2015 Chinese Grand Prix），官方名稱為2015年一級方程式賽車中國大獎賽（英語：2015 Formula 1 Chinese Grand Prix），是2015年4月12日舉辦於上海市的一場一級方程式賽車賽事。比賽在上海奧迪國際賽車場進行，總計56圈。這是2015年世界一級方程式錦標賽的第3場分站賽事，以及第12屆中國大獎賽。
路易斯·漢米爾頓帶著領先法拉利車手賽巴斯蒂安·維泰爾3分的積分差距來到這場比賽，緊追在後的是落後10分的隊友尼可·羅斯堡。梅賽德斯車隊在車隊積分榜上則以24分的積分差距領先法拉利車隊。漢米爾頓在週六排位賽中保住桿位，這是他職業生涯中的第41座桿位，以及本季連續第3座。最終，他取得了分站冠軍，而隊友羅斯堡則獲得亞軍。

## 賽事簡報

### 背景
在賽巴斯蒂安·維泰爾兩週前於馬來西亞意外獲勝後，比賽焦點都集中在法拉利能否於中國延續他們絕佳的比賽節奏，並且與梅賽德斯爭奪分站冠軍。先前他們在炎熱的馬來西亞取得較低的輪胎衰退優勢，但是中國的賽道溫度相對來得低，他們的競爭力也因此令人擔憂。參加錦標賽的十支車隊皆出席了這場分站賽事，而馬諾瑪魯西亞在威爾·史蒂文斯未能於馬來西亞發車後，期望此站兩輛車皆能夠順利出場。

#### 輪胎
如同2014年，輪胎供應商倍耐力在這場比賽提供車隊白色中性胎作為首選胎，以及黃色軟胎作為備選胎。

### 自由練習賽
根據2015年賽季的規則，將舉行三階段自由練習賽，週五有兩場長一個半小時，而剩餘一場一小時的練習賽則位在週六排位賽之前。世界冠軍路易斯·漢米爾頓在所有三階段的練習賽中大幅領先。蓮花測試車手喬里昂·帕爾默在第一階段取代正規車手羅曼·格羅斯讓。他以落後隊友帕斯托·馬爾多納多0.6秒的成績完賽，且是此階段中曾跑出賽道的車手之一。兩位梅賽德斯車手曾在賽道不同路段跑出賽道，而費利佩·馬薩也在第一階段結束前，於14號彎打滑。最終，漢米爾頓在週五早上以超過半秒之差領先他的隊友尼可·羅斯堡，而兩位法拉利車手則落後他一秒以上。

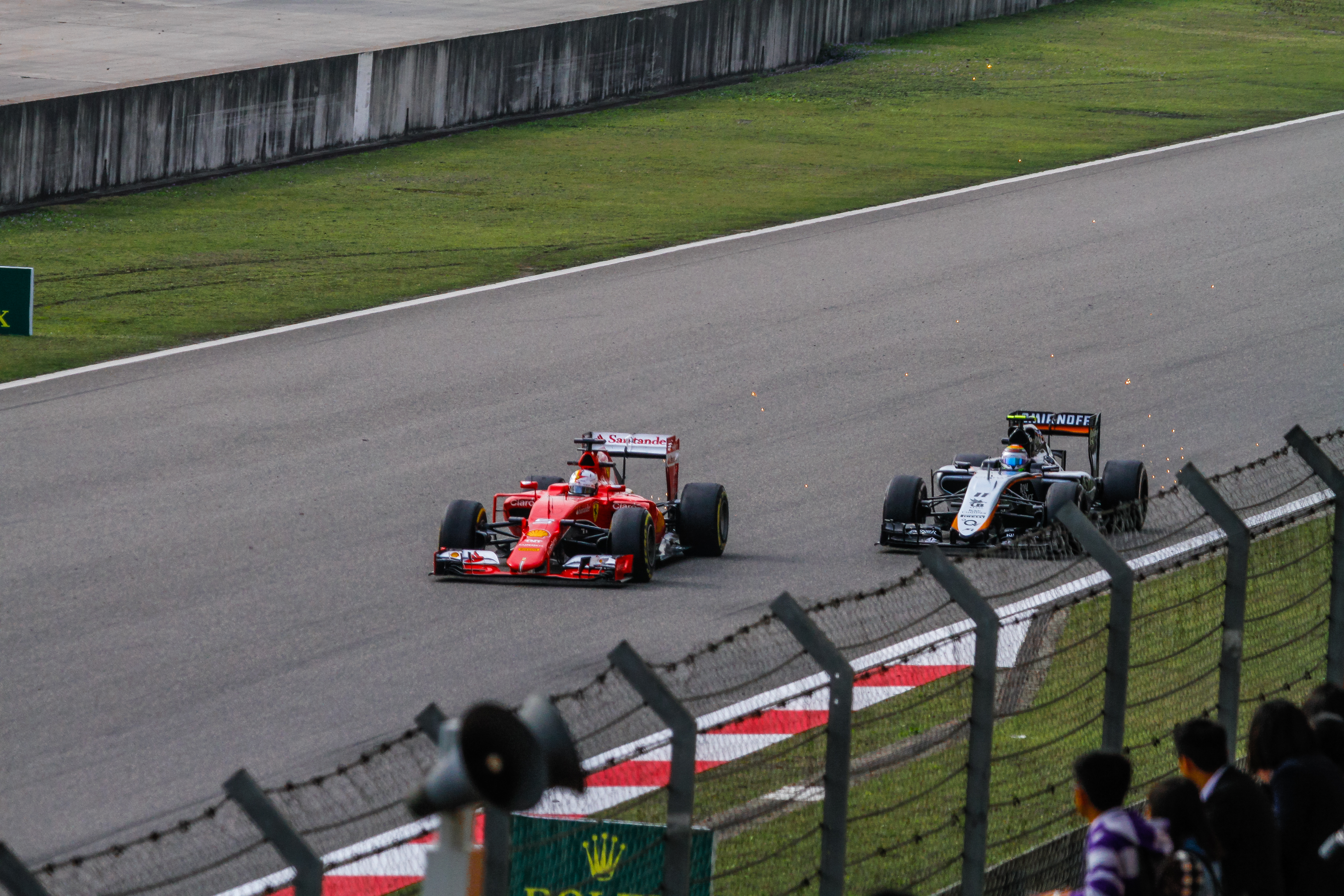
由車底鈦合金板引起的火花在2015年賽季重返一級方程式賽車

漢米爾頓在週五下午的第二階段再度延續他強勁的表現，擊敗馬來西亞分站冠軍賽巴斯蒂安·維泰爾，維泰爾以約一秒之差落後。大多數的車隊皆採用乾胎配方。梅賽德斯在中性胎的使用上更加具有主宰優勢，領先賽場上其餘車手一秒以上。紅牛再度遭遇他們在兩週前的馬來西亞曾出現過的煞車問題。丹尼爾·科維亞特的左後煞車在經過一次進站後開始冒煙，使得車隊進一步對此事展開調查。馬薩再次於14號彎打滑，他的前翼撞上了賽道護欄，也因此讓此階段練習賽部署了紅旗一陣子。此階段練習賽也因為一位當地男子穿越主要大直道而受到干擾，這名男子跳進維修道，接著跑進法拉利車庫並說著他想要「試車」，隨後便遭到保全攔下。
即使漢米爾頓的座椅出現過熱的情形，但他仍在週六早上的練習賽再度成為全場最快車手。兩位梅賽德斯車手相差了0.2秒，而法拉利的維泰爾及奇米·雷克南則又以0.5秒之差緊追在後。紅牛的情勢略顯好轉，丹尼爾·里卡多與科維亞特分別以第5及第6的名次完賽。麥拉倫-本田的練習賽再度出現麻煩，費爾南多·阿隆索在暖胎圈起跑後便停在了賽道上。其隊友簡森·巴頓同樣也被召回到維修站， 因為他的引擎也遭遇了相同的問題，不過在稍後仍繼續進行練習賽。馬薩的座艙在週五及週六皆發生冒煙的情形，顯然是車底的鈦合金板所致，這塊板子也會在車手駛經顛頗路段時產生火花。

### 排位賽

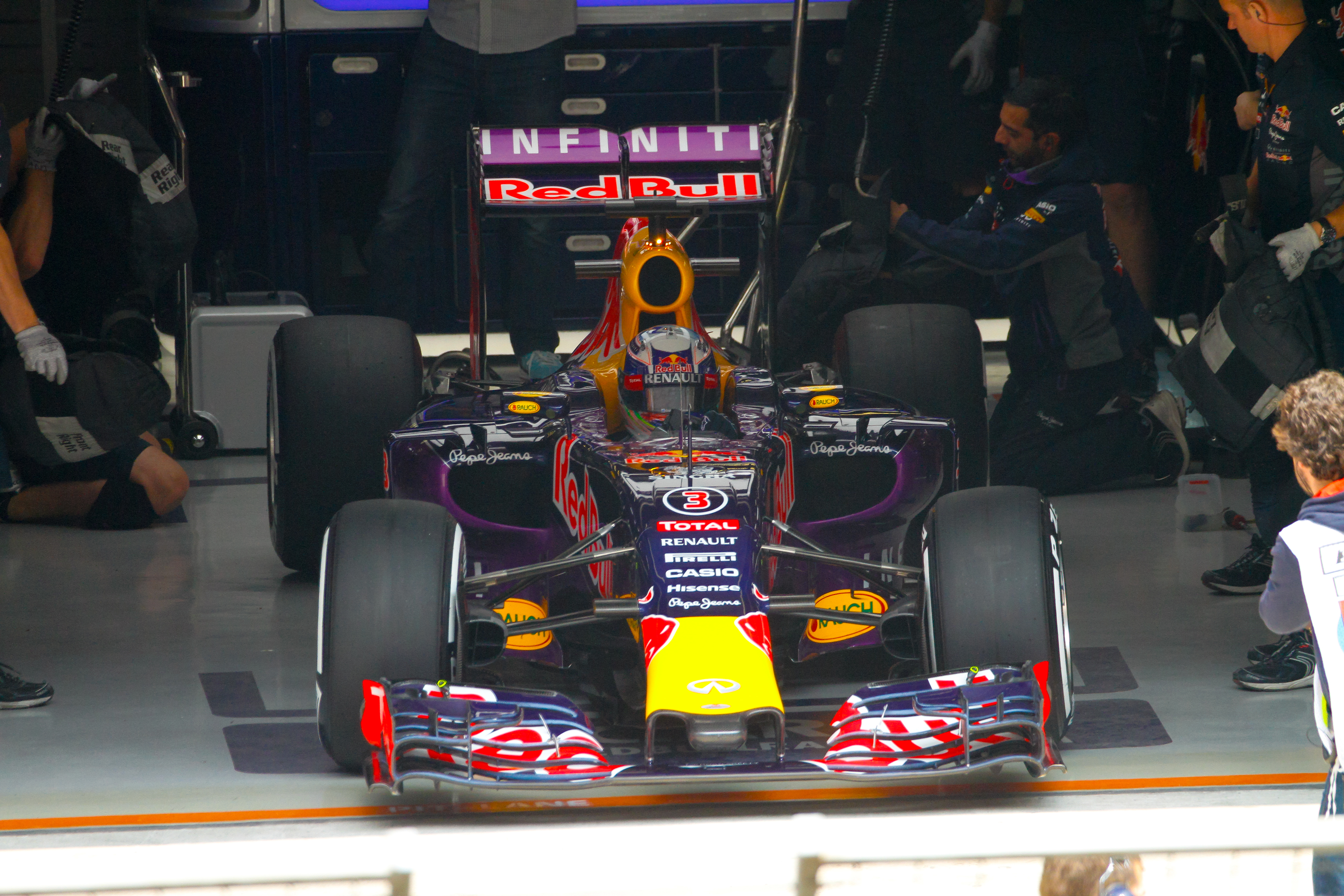
丹尼爾·里卡多在排位賽取得第7名，連續三站排位領先隊友丹尼爾·科維亞特。

排位賽共包含三個部分，各個階段分別長18、15、12分鐘，前兩階段各淘汰五名車手。在當地時間（UTC+8）週六下午15:00展開的排位賽中，路易斯·漢米爾頓以0.04秒的些微差距擊敗隊友尼可·羅斯堡，奪下本季前三站的第三座桿位。羅斯堡對於這樣的結果感到沮喪，並感嘆說，他的車隊對他施加不必要的壓力，要他在最後一次暖胎圈跑快一點，又說道「我們需要關注這點，因為向我施加如此的壓力並不理想。」 
梅賽德斯是唯一一支在第一階段排位賽（Q1）用上中性胎的車隊，其他的車隊皆選擇用上較快的軟胎出場。五名車手在Q1被淘汰，其中包含兩位馬諾及兩位麥拉倫車手，以及將從16位發車的印度威力車手尼克·胡肯伯格，他們皆無法晉級至Q2。
第二階段排位賽中，即使漢米爾頓的車輛與維修區失聯且他的座椅再度過熱，但他仍寫下最快圈速時間。他以0.3秒之差領先隊友羅斯堡，而賽巴斯蒂安·維泰爾則位居第3。丹尼爾·科維亞特的引擎故障，未能挺進Q3，另外止步於Q2的車手還包括印度威力的塞吉歐·培瑞茲、兩位紅牛二隊車手及蓮花的帕斯托·馬爾多納多。
前十名車手在第三階段中爭奪桿位。最終，漢米爾頓以他的第一圈計時圈時間擊敗隊友，奪下桿位。兩位法拉利車手為了省一套胎來供正賽使用，在第一圈計時圈皆用上使用過的輪胎。在他們的第二圈時，維泰爾依然仍夠跑在費利佩·馬薩與維爾特利·鮑達斯兩位威廉斯車手之前。不過，他的隊友奇米·雷克南則在賽道第一部分掙扎於他的車輛的操控，最終僅能排上第6位。

### 正賽
正賽在當地時間（UTC+8）週日下午14:00展開，奇米·雷克南試圖在首圈超越兩輛威廉斯，爭奪第4名，而尼可·羅斯堡成功抵擋後方賽巴斯蒂安·維泰爾的攻勢，暫時保住第2名。第2圈，小卡洛斯·塞恩斯的車輛打滑，使他的名次下滑。尼克·胡肯伯格在第10圈時，因為變速箱故障而將他的印度威力停在了碎石堆上，成為首位退賽的車手。法拉利讓維泰爾早早在13圈時進站，嘗試執行「undercut」戰術——這是一種讓跑在後方的車手提早進站，利用換上的新胎在出來後趕路，在對方進站後不用超車便取得領先的策略。然而，這項戰術在梅賽德斯於次圈招回羅斯堡後宣告失敗，使得羅斯堡依然領先後方的維泰爾。第17圈，丹尼爾·科維亞特在他的開始冒煙後，以退賽收場。

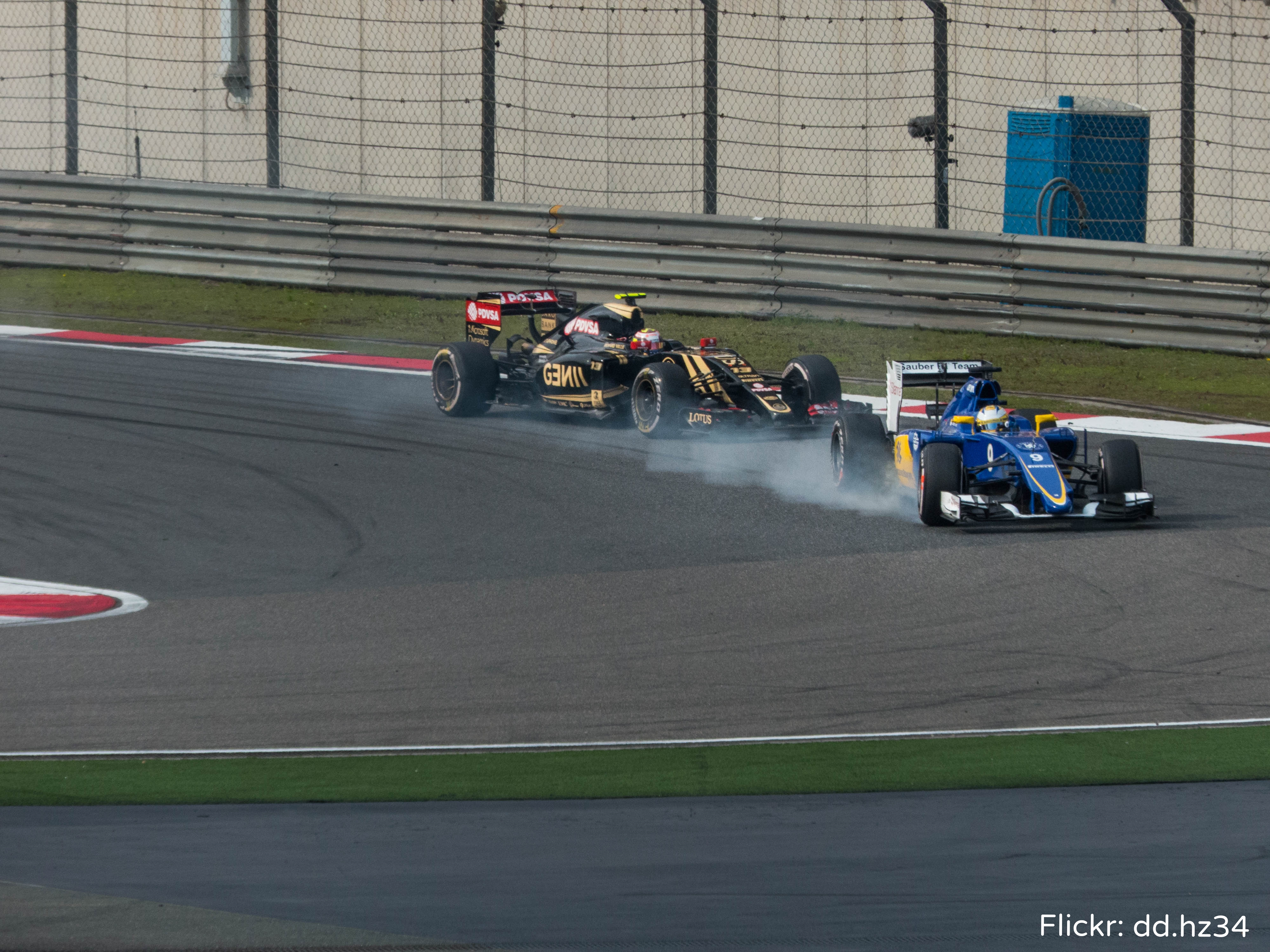
马库斯·埃里克松在14號彎鎖死。

經過第一次的進站，梅賽德斯車手必須進行保胎，才能防範在排位賽留下一套新胎的法拉利所展開的攻勢。不過，羅斯堡卻透過車隊無線電抱怨前方的漢米爾頓開得太慢，造成後方的法拉利步步追近他。他也無法冒險逼近漢米爾頓，因為車輛後方的氣流會加快輪胎的衰退。因此，漢米爾頓被車隊要求提高車速。
前三名車手間的差距在比賽下半段開始拉大，路易斯·漢米爾頓在第54圈時領先羅斯堡10.6秒，而維泰爾又與羅斯堡差距12.12秒。然而，因為法拉利先前讓維泰爾提早進站對羅斯堡執行undercut戰術，所以雷克南的輪胎比他的隊友少跑4圈，讓他在比賽後段快速逼近維泰爾。雷克南在最後一次進站出來後，於第35圈落後維泰爾4.84秒，而他在第54圈時縮小差距到1.37秒。然而，馬克斯·維斯塔潘車輛的傳動故障停在起跑大直道上，在比賽倒數兩圈時帶出安全車，意味著比賽將在安全車的帶領下結束，也讓兩位法拉利隊友間較勁的機會在此破滅。

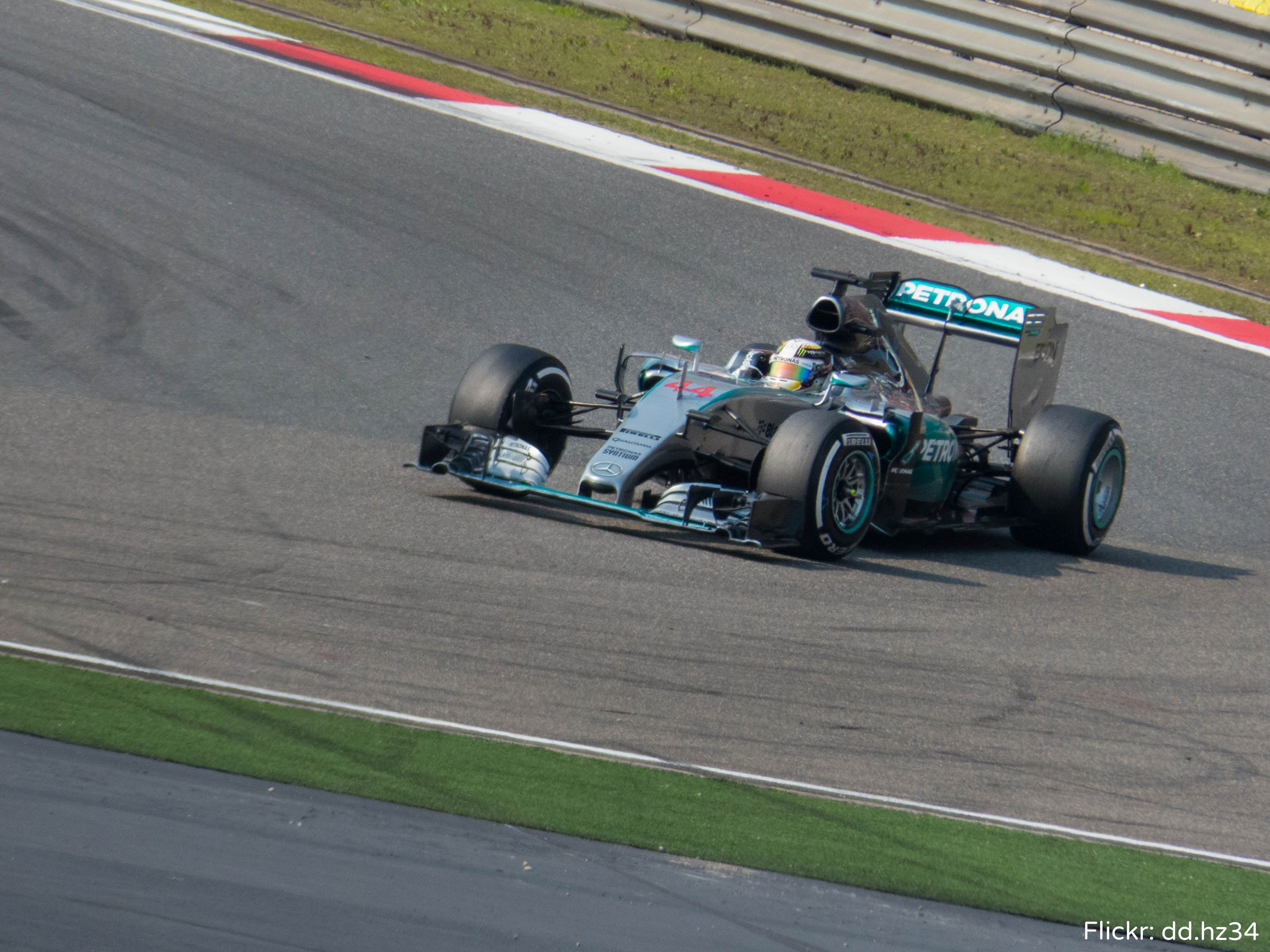
路易斯·漢米爾頓在比賽的最後一圈。

最終，漢米爾頓率先衝線，奪得他本季的第二座分站冠軍，而羅斯堡及維泰爾分別取得亞軍和季軍。帕斯托·馬爾多納多經歷一場多事的比賽。第33圈時，他跑在隊友羅曼·格羅斯讓前頭，卻錯過了維修站入口而損失時間，使他下滑幾個名次。隨後，他試圖彌補損失的時間，卻在第39圈發生打滑。接著又在與簡森·巴頓爭奪名次一段時間後，於第48圈與巴頓撞車損壞了他的車輛，且在幾圈後因為後煞車故障而退賽。賽會之後判定是巴頓的過失造成了這起事故。

### 賽後
前田徑運動員愛德溫·莫塞斯進行賽後頒獎台訪問。分站冠軍路易斯·漢米爾頓讚許「車隊出色的表現」並對後段的安全車感到失望，說這會「讓你的精彩的比賽降溫」。而在賽後的記者會中，尼可·羅斯堡指責他的隊友在比賽中段故意放慢節奏，影響他的比賽。漢米爾頓澄清說，當他被車隊告知加快腳步後，他便「不再控制他（尼可）的比賽，而是在掌握我自己的比賽」。羅斯堡則對這次的言論做出回應：「路易斯，聽到你這樣的說法相當有意思，你只考慮到你自己的速度，而這必然會影響到我的比賽。」梅賽德斯非執行董事尼基·勞達則為漢米爾頓背書，說道：「的確，每位車手都是自私的……你以為這些傢伙在這裡幹嘛？我稱他們為自我中心的可憐蟲。這是取勝的唯一途徑，也是贏得總冠軍的唯一方法，他們都是如此。」 

## 賽事結果

### 排位賽成績

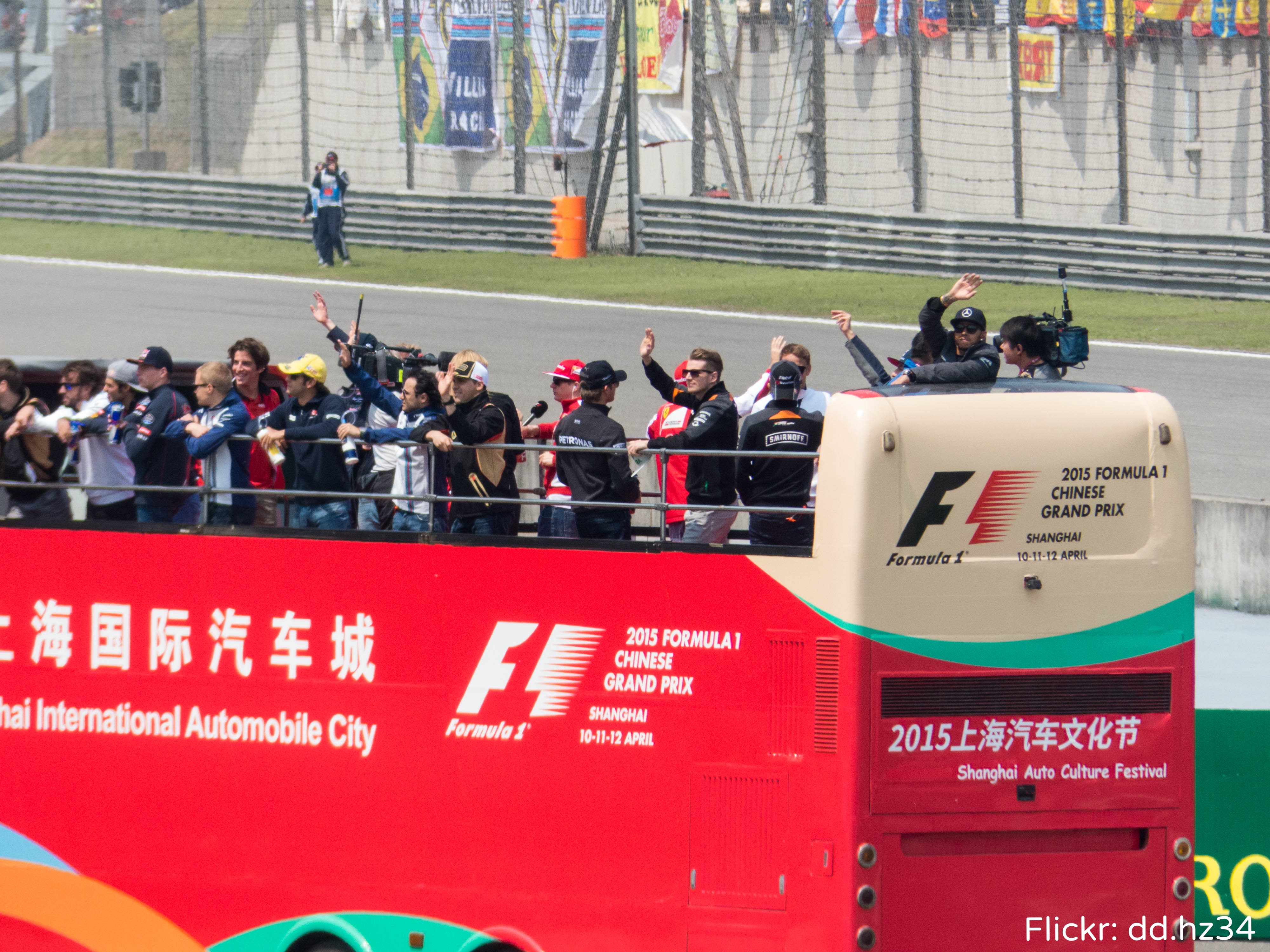
車手們在比賽開始前的車手巡遊繞行整條賽道。

| 名次               | 車號 | 車手              | 車隊              | 第一階段 | 第二階段 | 第三階段 | 發車位 |
| ------------------ | ---- | ----------------- | ----------------- | -------- | -------- | -------- | ------ |
| 1                  | 44   | 路易斯·漢米爾頓   | 梅賽德斯          | 1:38.285 | 1:36.423 | 1:35.782 | 1      |
| 2                  | 6    | 尼可·羅斯堡       | 梅賽德斯          | 1:38.496 | 1:36.747 | 1:35.828 | 2      |
| 3                  | 5    | 賽巴斯蒂安·維泰爾 | 法拉利            | 1:37.502 | 1:36.957 | 1:36.687 | 3      |
| 4                  | 19   | 費利佩·馬薩       | 威廉斯-梅賽德斯   | 1:38.433 | 1:37.357 | 1:36.954 | 4      |
| 5                  | 77   | 維爾特利·鮑達斯   | 威廉斯-梅賽德斯   | 1:38.014 | 1:37.763 | 1:37.143 | 5      |
| 6                  | 7    | 奇米·雷克南       | 法拉利            | 1:37.790 | 1:37.109 | 1:37.232 | 6      |
| 7                  | 3    | 丹尼爾·里卡多     | 紅牛-雷諾         | 1:38.534 | 1:37.939 | 1:37.540 | 7      |
| 8                  | 8    | 羅曼·格羅斯讓     | 蓮花-梅賽德斯     | 1:38.209 | 1:38.063 | 1:37.905 | 8      |
| 9                  | 12   | 費利佩·納斯爾     | 薩伯-法拉利       | 1:38.521 | 1:38.017 | 1:38.067 | 9      |
| 10                 | 9    | 马库斯·埃里克松   | 薩伯-法拉利       | 1:38.941 | 1:38.127 | 1:38.158 | 10     |
| 11                 | 13   | 帕斯托·馬爾多納多 | 蓮花-梅賽德斯     | 1:38.563 | 1:38.134 |          | 11     |
| 12                 | 26   | 丹尼爾·科維亞特   | 紅牛-雷諾         | 1:39.051 | 1:38.209 |          | 12     |
| 13                 | 33   | 馬克斯·維斯塔潘   | 紅牛二隊-雷諾     | 1:38.387 | 1:38.393 |          | 13     |
| 14                 | 55   | 小卡洛斯·塞恩斯   | 紅牛二隊-雷諾     | 1:38.622 | 1:38.538 |          | 14     |
| 15                 | 11   | 塞吉歐·培瑞茲     | 印度威力-梅賽德斯 | 1:38.903 | 1:39.290 |          | 15     |
| 16                 | 27   | 尼克·胡肯伯格     | 印度威力-梅賽德斯 | 1:39.216 |          |          | 16     |
| 17                 | 22   | 簡森·巴頓         | 麥拉倫-本田       | 1:39.276 |          |          | 17     |
| 18                 | 14   | 費爾南多·阿隆索   | 麥拉倫-本田       | 1:39.280 |          |          | 18     |
| 19                 | 28   | 威爾·史蒂文斯     | 瑪魯西亞-法拉利   | 1:42.091 |          |          | 19     |
| 20                 | 98   | 羅伯托·梅里       | 瑪魯西亞-法拉利   | 1:42.842 |          |          | 20     |
| 107%時間：1:44.327 |      |                   |                   |          |          |          |        |
| 來源：             |      |                   |                   |          |          |          |        |

### 正賽成績

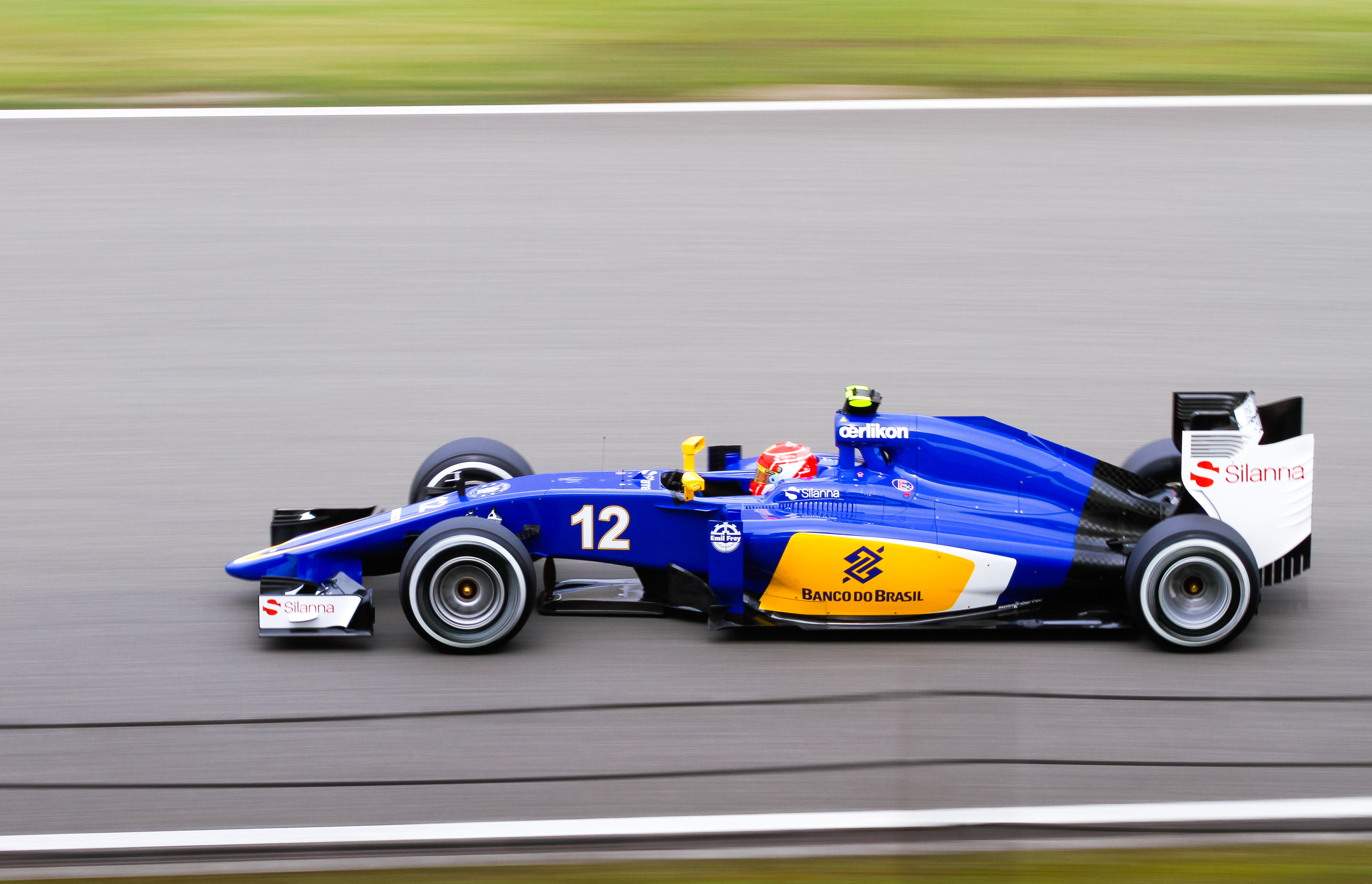
費利佩·納斯爾以第八名的成績，拿下本季的第二次積分完賽。

| 名次   | 車號 | 車手              | 車隊              | 圈數 | 時間/退賽   | 發車位 | 積分 |
| ------ | ---- | ----------------- | ----------------- | ---- | ----------- | ------ | ---- |
| 1      | 44   | 路易斯·漢米爾頓   | 梅賽德斯          | 56   | 1:39:42.008 | 1      | 25   |
| 2      | 6    | 尼可·羅斯堡       | 梅賽德斯          | 56   | +0.714      | 2      | 18   |
| 3      | 5    | 賽巴斯蒂安·維泰爾 | 法拉利            | 56   | +2.988      | 3      | 15   |
| 4      | 7    | 奇米·雷克南       | 法拉利            | 56   | +3.835      | 6      | 12   |
| 5      | 19   | 費利佩·馬薩       | 威廉斯-梅賽德斯   | 56   | +8.544      | 4      | 10   |
| 6      | 77   | 維爾特利·鮑達斯   | 威廉斯-梅賽德斯   | 56   | +9.885      | 5      | 8    |
| 7      | 8    | 羅曼·格羅斯讓     | 蓮花-梅賽德斯     | 56   | +19.008     | 8      | 6    |
| 8      | 12   | 費利佩·納斯爾     | 薩伯-法拉利       | 56   | +22.625     | 9      | 4    |
| 9      | 3    | 丹尼爾·里卡多     | 紅牛-雷諾         | 56   | +32.117     | 7      | 2    |
| 10     | 9    | 马库斯·埃里克松   | 薩伯-法拉利       | 55   | +1圈        | 10     | 1    |
| 11     | 11   | 塞吉歐·培瑞茲     | 印度威力-梅賽德斯 | 55   | +1圈        | 15     |      |
| 12     | 14   | 費爾南多·阿隆索   | 麥拉倫-本田       | 55   | +1圈        | 18     |      |
| 13     | 55   | 小卡洛斯·塞恩斯   | 紅牛二隊-雷諾     | 55   | +1圈        | 14     |      |
| 141    | 22   | 簡森·巴頓         | 麥拉倫-本田       | 55   | +1圈        | 17     |      |
| 15     | 28   | 威爾·史蒂文斯     | 瑪魯西亞-法拉利   | 54   | +2圈        | 19     |      |
| 162    | 98   | 羅伯托·梅里       | 瑪魯西亞-法拉利   | 54   | +2圈        | 20     |      |
| 173    | 33   | 馬克斯·維斯塔潘   | 紅牛二隊-雷諾     | 52   | 引擎        | 13     |      |
| Ret    | 13   | 帕斯托·馬爾多納多 | 蓮花-梅賽德斯     | 49   | 煞車        | 11     |      |
| Ret    | 26   | 丹尼爾·科維亞特   | 紅牛-雷諾         | 15   | 引擎        | 12     |      |
| Ret    | 27   | 尼克·胡肯伯格     | 印度威力-梅賽德斯 | 9    | 變速箱      | 16     |      |
| 來源： |      |                   |                   |      |             |        |      |

備註：
- ^1 －簡森·巴頓最初以第13名完賽，但因為與帕斯托·馬爾多納多發生碰撞，在賽後受罰加時5秒。[28]
- ^2 －羅伯托·梅里因未能在安全車狀態下保有所需的單圈時間，在賽後受罰加時5秒。[28]
- ^3 －馬克斯·維斯塔潘因為完成了90%以上的賽程，所以具有最終比賽名次。

### 賽後排名
|  | 名次 | 車手              | 積分 |
|  | ---- | ----------------- | ---- |
|  | 1    | 路易斯·漢米爾頓   | 68   |
|  | 2    | 賽巴斯蒂安·維泰爾 | 55   |
|  | 3    | 尼可·羅斯堡       | 51   |
|  | 4    | 費利佩·馬薩       | 30   |
|  | 5    | 奇米·雷克南       | 24   |

|   | 名次 | 車隊            | 積分 |
| - | ---- | --------------- | ---- |
|   | 1    | 梅賽德斯        | 119  |
|   | 2    | 法拉利          | 79   |
|   | 3    | 威廉斯-梅賽德斯 | 48   |
|   | 4    | 薩伯-法拉利     | 19   |
| 1 | 5    | 紅牛-雷諾       | 13   |

- 註記：僅列出前五名。

## 外部連結
- 一級方程式賽車官方網站上的2015年中國大獎賽（页面存档备份，存于）

| 上一場： 2015年馬來西亞大獎賽 | 2015年世界一级方程式锦标赛 | 下一場： 2015年巴林大獎賽 |
| 上一屆： 2014年中國大獎賽     | 中國大獎賽                 | 下一屆： 2016年中國大獎賽 |